# 예구노프체시

예구노프체 시의 위치

예구노프체시(마케도니아어: Општина Јегуновце, 알바니아어: Komuna e Jegunocit)는 마케도니아 공화국 북서부에 위치한 지방 자치체로 행정 중심지는 예구노프체이며 면적은 176.93km2, 인구는 10,790명(2002년 기준)이다. 북쪽과 동쪽으로는 코소보와 국경을 접하며 남동쪽으로는 스코페, 서쪽으로는 테아르체 시, 남쪽으로는 젤리노 시, 남서쪽으로는 테토보 시와 접한다.